# Liège (metropolitana di Parigi)
Liège è una stazione della linea 13 della metropolitana di Parigi.

## Localizzazione
La stazione è ubicata al di sotto della rue d'Amsterdam, da una parte all'altra della rue de Liège, a nord della stazione di Parigi Saint-Lazare.
La sua ubicazione esplica una delle sue particolarità: è costituita da due marciapiedi distinti non posti uno di fronte all'altro, poiché la rue d'Amsterdam è troppo stretta per la disposizione classica delle stazioni della Metropolitana di Parigi. Il marciapiede in direzione sud (verso Châtillon-Montrouge) è ubicato a nord dell'incrocio e quello in direzione nord (verso Asnières e Saint-Denis) è ubicato a sud. In ciascuno dei sensi di marcia i treni si fermano nella prima semi-stazione incontrata.
La stazione Commerce sulla linea 8 è l'unica altra stazione costruita secondo questo progetto per le medesime ragioni di spazio.

## Origine del nome
La stazione mutua il suo nome dalla rue de Liège, che come la maggior parte delle strade del quartier Europe, porta il nome di una delle grandi città d'Europa.

## Storia
La stazione venne inaugurata il 26 febbraio 1911 dalla Société du chemin de fer électrique souterrain Nord-Sud de Paris assieme alla prima tratta della Linea B, oggi linea 13, fra Saint-Lazare e Porte de Saint-Ouen.
La stazione aveva originariamente il nome Berlino. All'inizio della prima guerra mondiale, il 2 agosto 1914, venne chiusa al traffico; alla riapertura 1º dicembre dello stesso anno, venne re-intitolata alla città di Liegi, per onorare la resistenza dei cittadini della città belga contro l'attacco delle truppe tedesche.
Chiusa nuovamente a seguito di scarso movimento nel 1939, venne riaperta il 16 settembre 1968.. Una nuova decorazione in ceramica di Welkenraedt, illustrante paesaggi e monumanti della provincia di Liegi, è stata inserita nel 1982.
Liège è stata l'ultima stazione della metropolitana di Parigi a chiudere alle ore 20,00, durante i giorni feriali, e completamente le domeniche e i giorni festivi. Dal 4 dicembre 2006 la sua apertura è stata conformata all'orario generale della rete di stazioni della Metropolitana di Parigi, a seguito di una richiesta degli abitanti della zona. Nello stesso periodo fu oggetto di lavori di modernizzazione e ristrutturazione.

## Decorazioni
Nel 1982, la stazione è stata dotata di una nuova decorazione, nel quadro degli scambi culturali fra Francia e Belgio. Essa consiste in una serie di pannelli in ceramica di Welkenraedt realizzati sulla base di fotografie ed installati sulle pareti dei marciapiedi.
Nella semistazione nord riproducono scorci, ad esempio, delle città di Huy: il ponte, la Collegiata e la Cittadella; Liegi: la maison Curtius; Verviers: il Municipio; Visé: il Municipio; Liegi: la Scalinata; Soumagne; Modave.

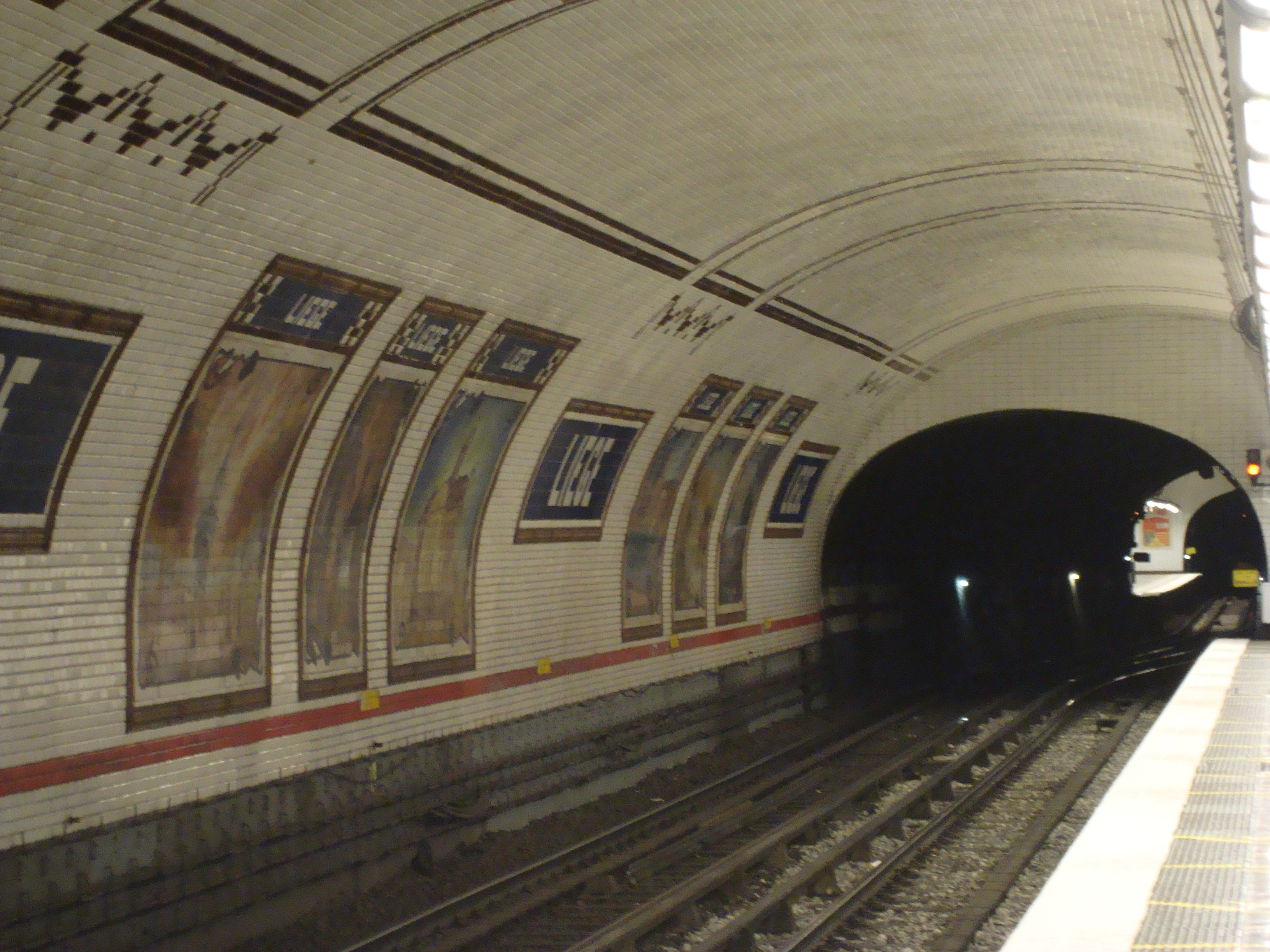
Veduta d'insieme delle decorazioni
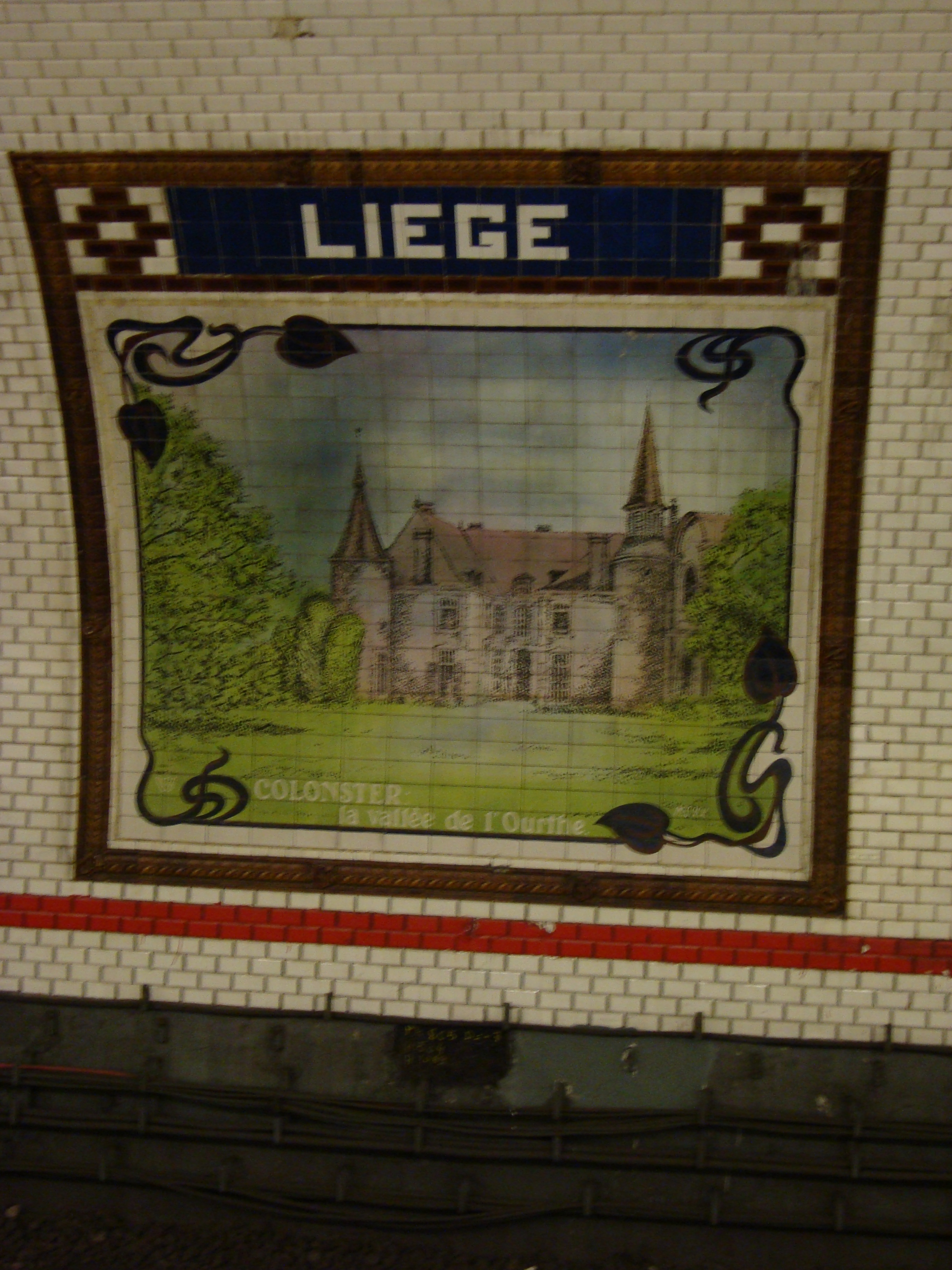
Pannello: la valle l'Ourthe

Nella semistazione sud sono illustrate, fra le altre: il circuito di Spa-Francorchamps, Liegi: il palazzo della provincia; Limburgo.

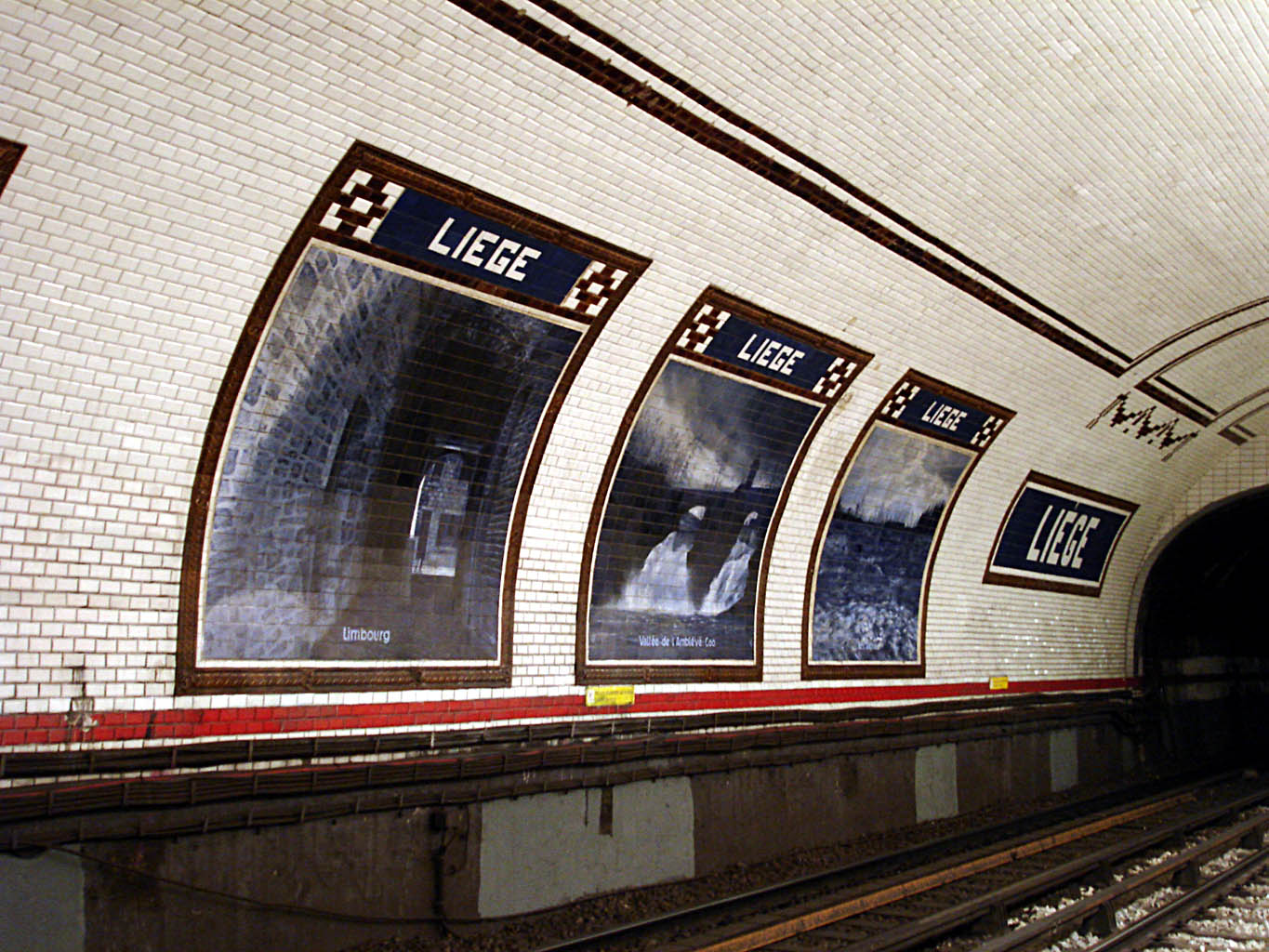
Veduta del marciapiede e panoramica delle decorazioni
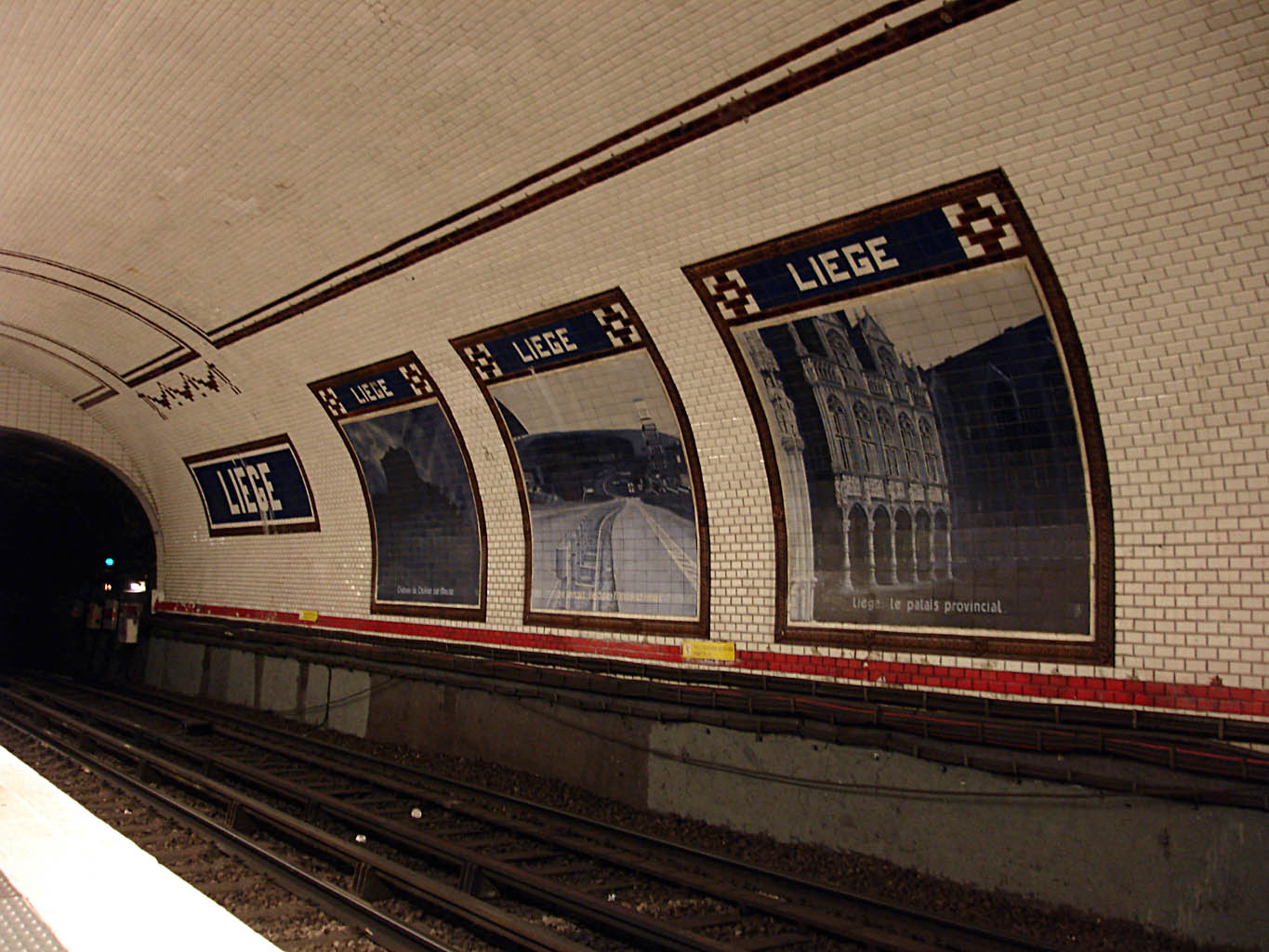
Marciapiede ed insieme delle decorazioni
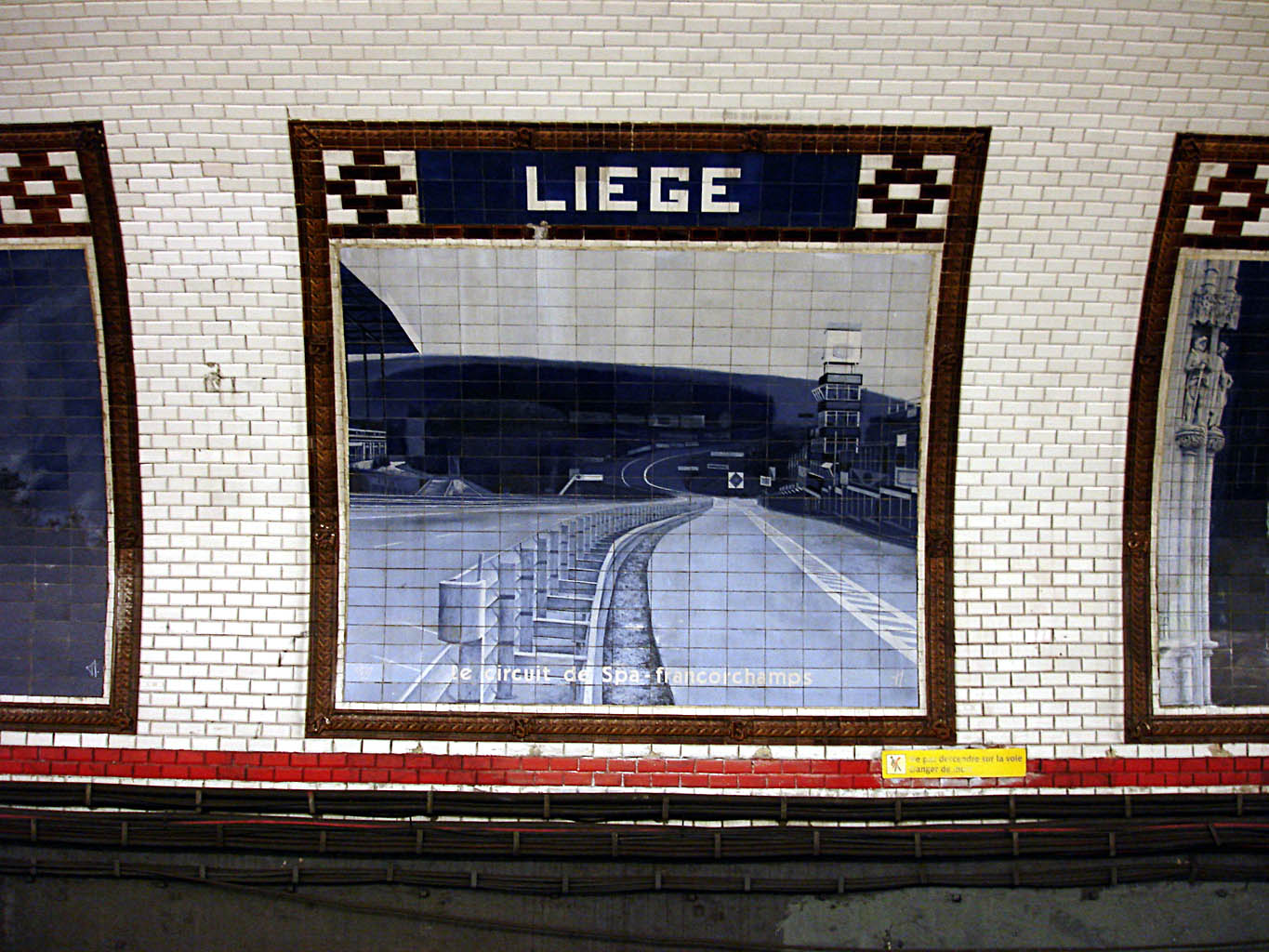
Ceramica rappresentante il Circuito di Spa-Francorchamps, dove si svolge il Gran Premio del Belgio di F. 1
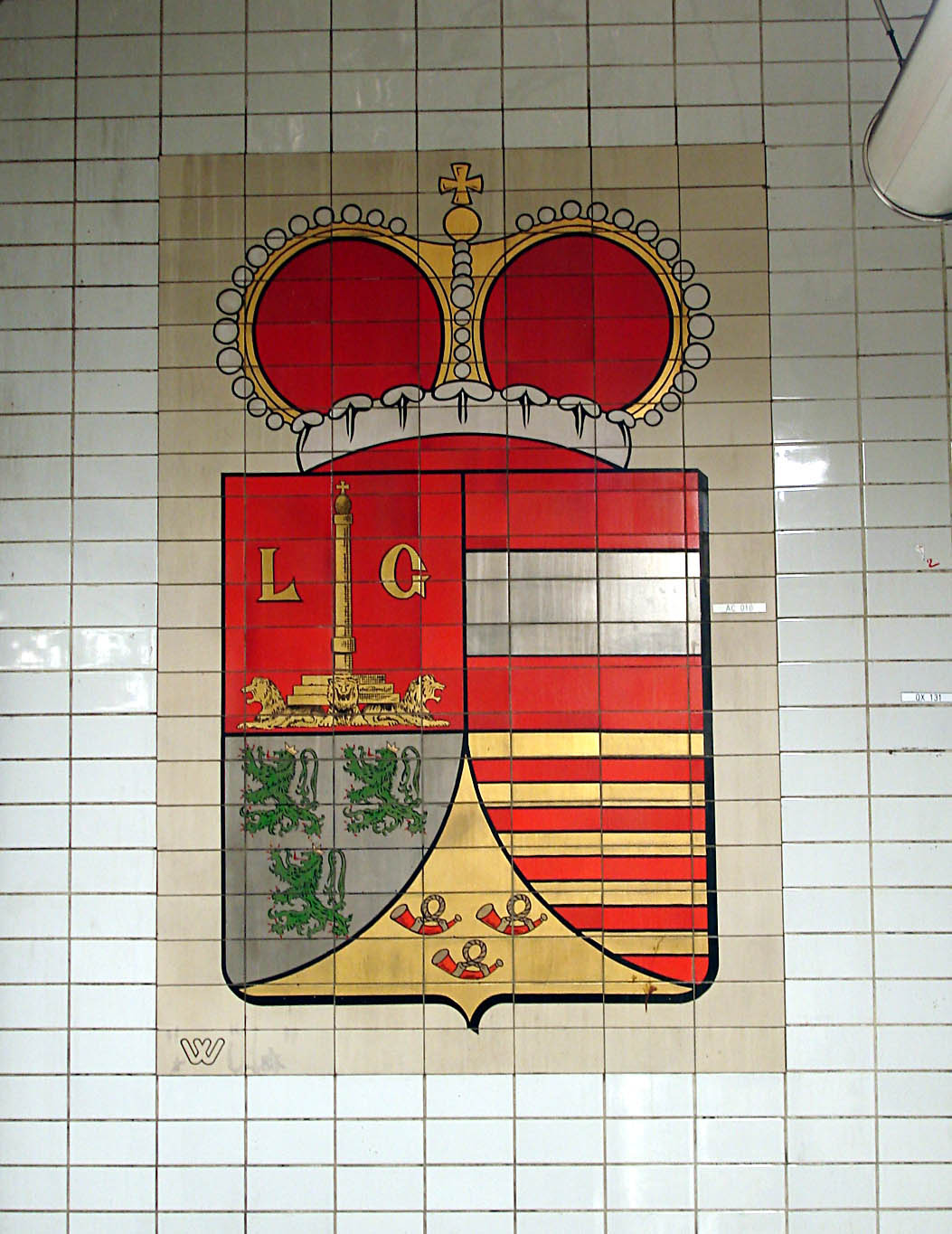
Stemma della città di Liegi

## Accessi
La stazione possiede un solo ingresso che è situato al numero 21 di rue de Liège.

## Interscambi
- Bus RATP - 81, 95

## Galleria d'immagini

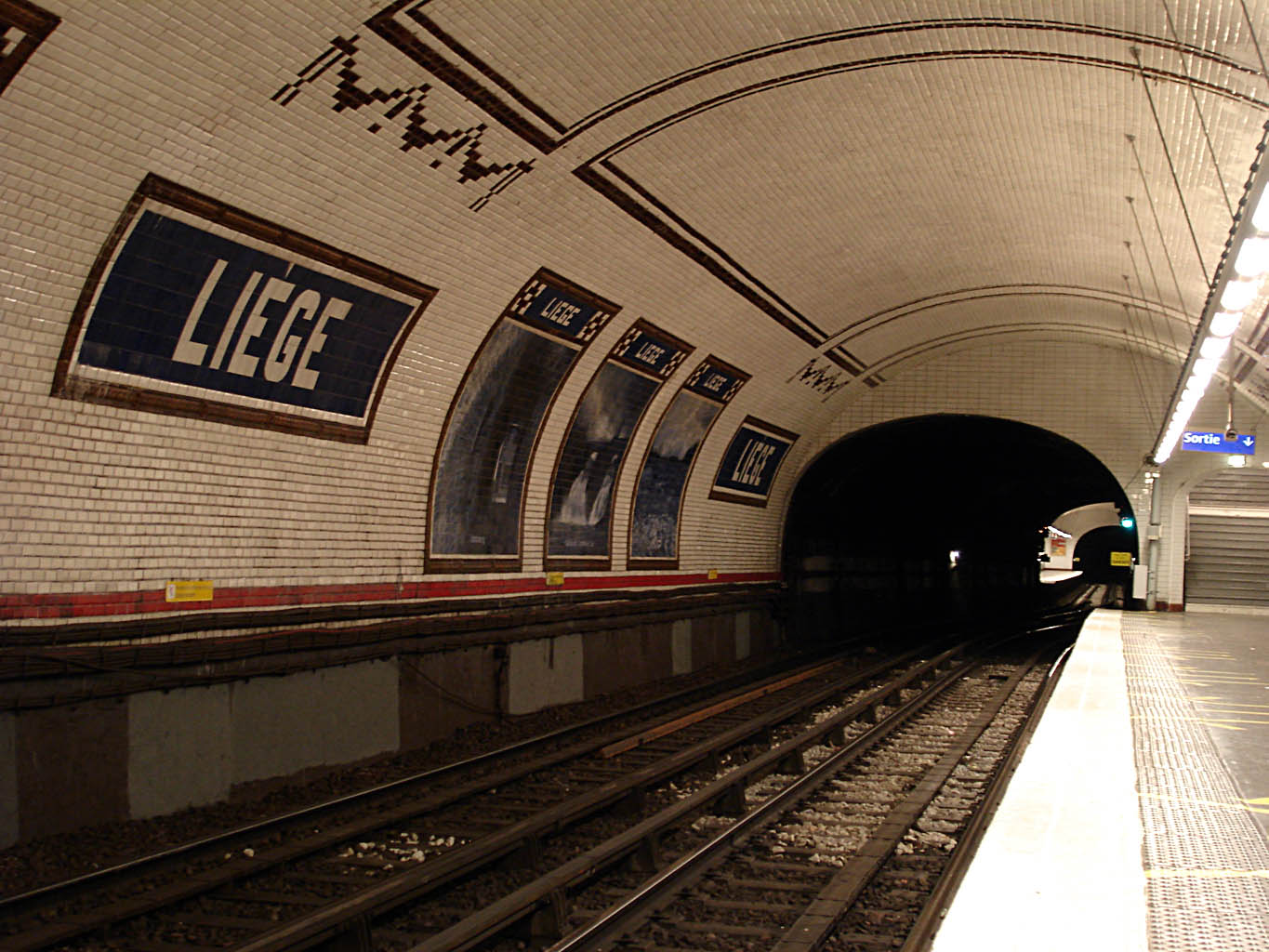
Come si nota dalla foto, i marciapiedi sui due lati non sono allineati, ma separati da un tunnel.
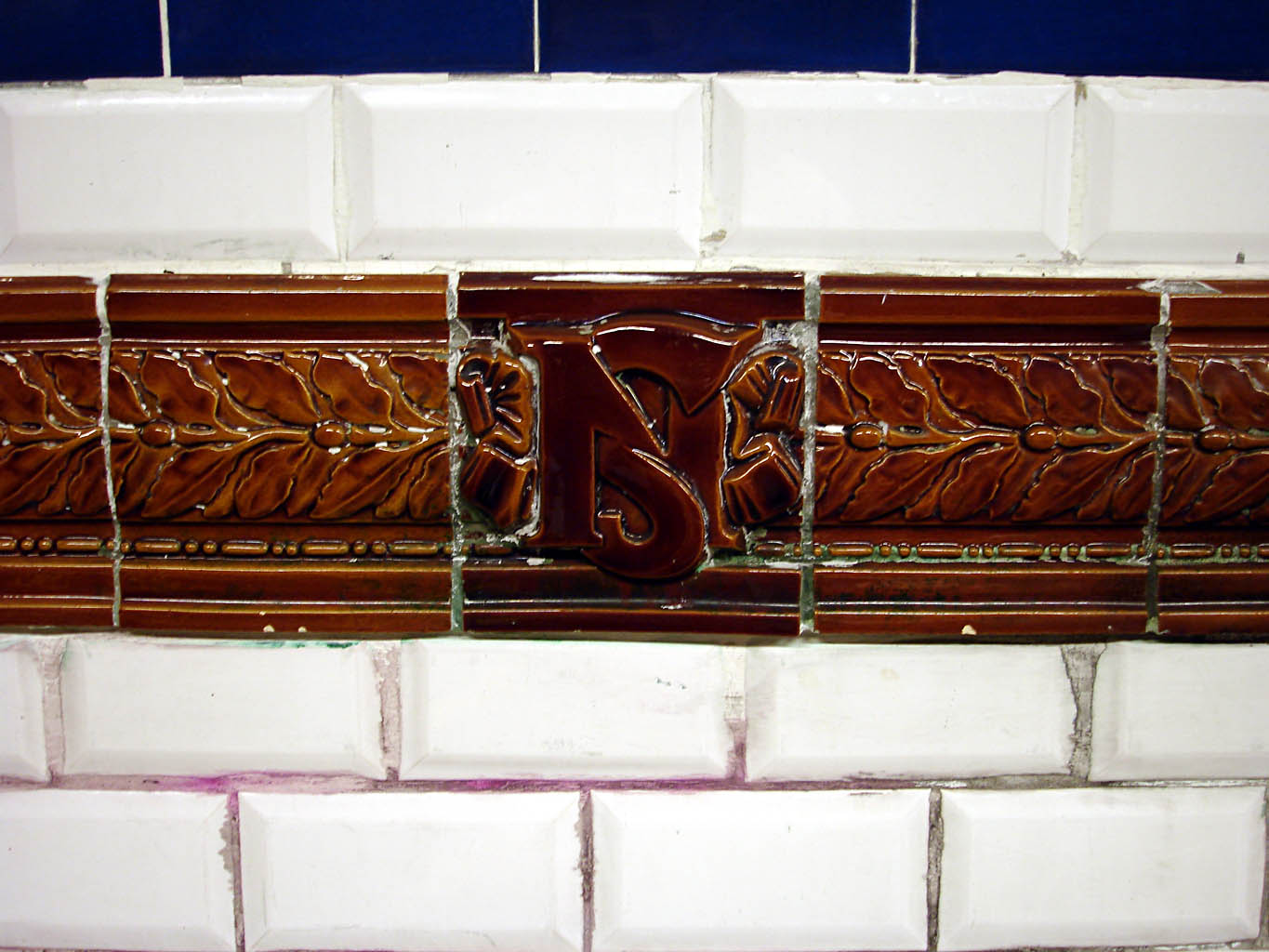
Dettaglio delle piastrelle della stazione, con l'emblema NS (nord-sud).
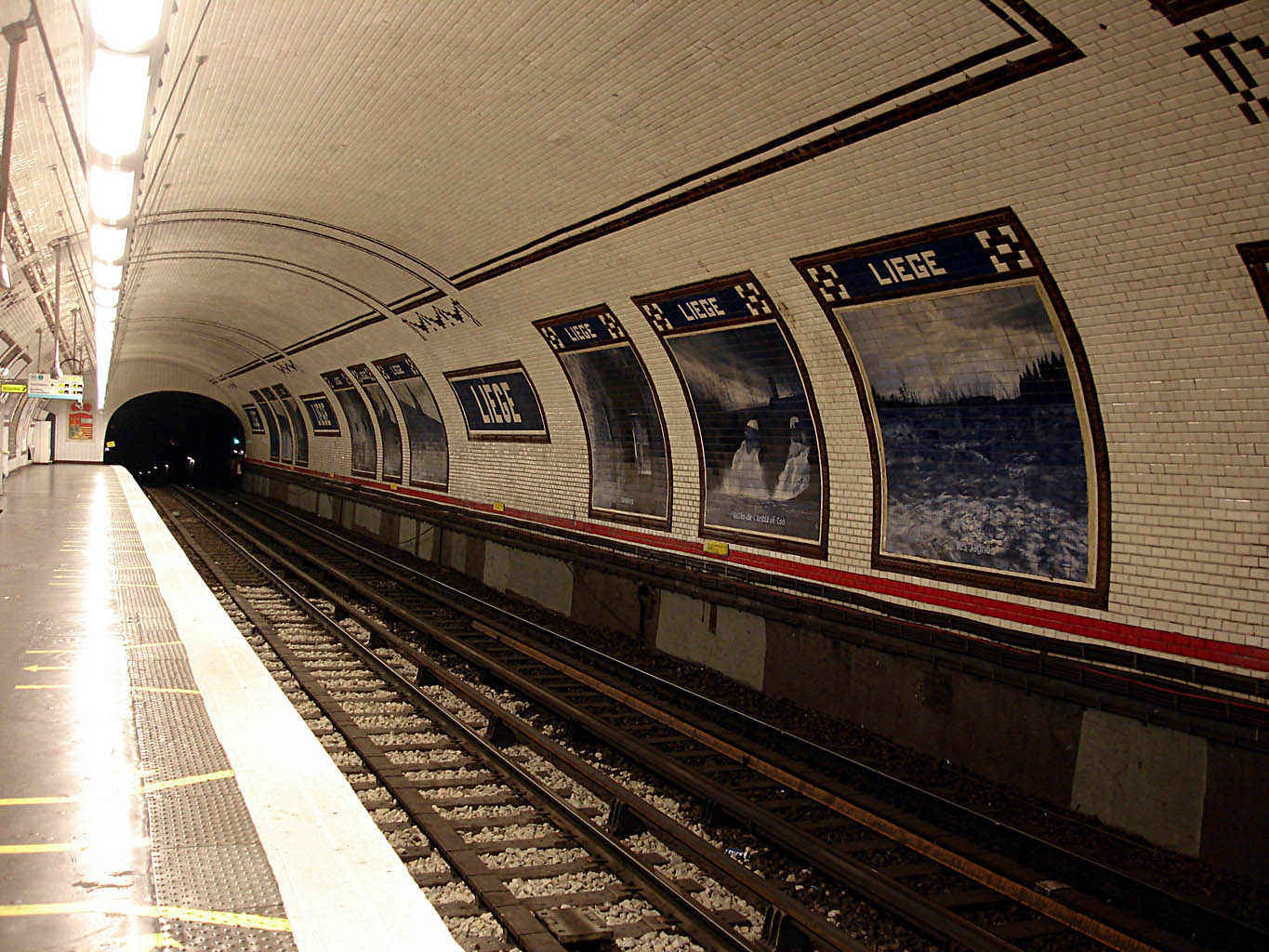
La semistazione nord.
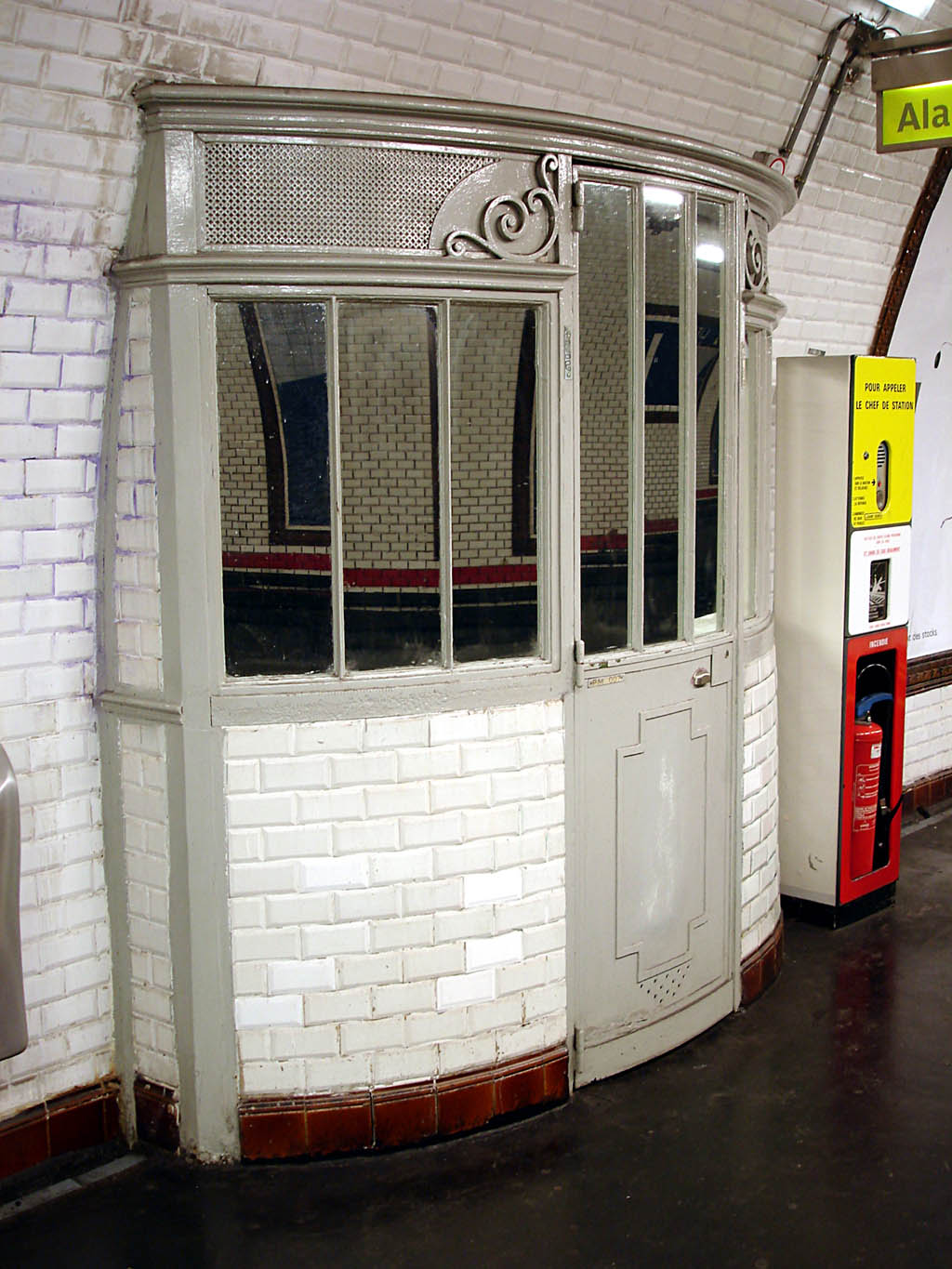
Vecchio ufficio del capostazione.